# Manya Surve
Manohar Arjun Surve (Ranpur, Ratnagiri, 1944 - Bombay, 11 januari 1982), beter bekend als Manya Surve, was een Indiaas misdadiger. Surve was de grootste rivaal van Dawood Ibrahim. Surve's dood wordt gezien als het begin van de beruchte 'encounter killings', waarbij de politie niet eens probeerde een misdadiger te arresteren maar er enkel op uittrok om ze te doden. Tot 2004, nadat er steeds meer kritiek kwam van mensenrechtenverdedigers, werden encounter killings veelvoudig uitgevoerd door politie-eenheden door heel India.

## Hedendaagse media
Het leven van Manya Surve werd verfilmd in 1990 in de film Agneepath. Het personage Vijay Dinanath Chauhan (gespeeld door Amitabh Bachchan) is gebaseerd op Manya Surve. Voor deze rol kreeg Bachchan de nationale prijs voor 'Beste Acteur' en de film kreeg later een cultstatus. Een fictieve film over de moord op Manya Surve, Shootout at Wadala, met John Abraham in de hoofdrol kwam uit op 3 mei 2013. Deze film werd geregisseerd door Sanjay Gupta, die probeerde met de film het ware leven van Manya Surve te laten zien.